# Selatosomus
Selatosomus is een geslacht van kevers uit de familie  
kniptorren (Elateridae).
Het geslacht is voor het eerst wetenschappelijk beschreven in 1830 door Stephens.

## Soorten
Het geslacht omvat de volgende soorten:
- Selatosomus acceptus (Gurjeva, 1989)
- Selatosomus acceptus Gurjeva, 1989
- Selatosomus aeneomicans (Fairmaire, 1889)
- Selatosomus aeneus (Linnaeus, 1758)
- Selatosomus aeripennis (Kirby, 1837)
- Selatosomus albipubens Reitter, 1910
- Selatosomus alekseevi Dolin & Penev, 1988
- Selatosomus alpinus (Vats & Chauhan, 1992)
- Selatosomus ampliatus (Fairmaire, 1891)
- Selatosomus amplicollis (Germar, 1843)
- Selatosomus ampliformis Reitter, 1910
- Selatosomus appropinquans (Randall, 1838)
- Selatosomus armeniacus Dolin, 1982
- Selatosomus atratus (Ballion, 1878)
- Selatosomus barlaensis Mertlik, 2000
- Selatosomus beysehiricus Mertlik, 2000
- Selatosomus blanditus (Brown, 1936)
- Selatosomus carbo (LeConte, 1853)
- Selatosomus castanicolor (Fall, 1934)
- Selatosomus caucasicus (Ménétriés, 1832)
- Selatosomus centralis (Candèze, 1882)
- Selatosomus confluens (Gebler, 1830)
- Selatosomus coreanus (Miwa, 1928)
- Selatosomus cruciatus (Linnaeus, 1758)
- Selatosomus darlingtoni (Brown, 1935)
- Selatosomus deceptor (Brown, 1936)
- Selatosomus denisovae Gurjeva, 1978
- Selatosomus destructor (Brown, 1935)
- Selatosomus edwardsi (Horn, 1871)
- Selatosomus festivus (LeConte, 1857)
- Selatosomus funereus (Brown, 1936)
- Selatosomus gloriosus (Kishii, 1955)
- Selatosomus graecus Tarnawski, 1995
- Selatosomus informis (Kraatz, 1879)
- Selatosomus jailensis Dolin, 1971
- Selatosomus jakobsoni Stepanov, 1930
- Selatosomus karabachensis Dolin, 1982
- Selatosomus lateralis (LeConte, 1853)
- Selatosomus latissimus Reitter, 1910
- Selatosomus latus (Fabricius, 1801)
- Selatosomus lemniscatus Denisova, 1948
- Selatosomus logvinenkoae Dolin, 1982
- Selatosomus luanus Kishii & Jiang, 1999
- Selatosomus maculipennis Schwarz, 1902
- Selatosomus melancholicus (Fabricius, 1798)
- Selatosomus messerobius Dolin, 1971
- Selatosomus messorobius Dolin, 1971
- Selatosomus mirificus Gurjeva, 1972
- Selatosomus mirus Gurjeva, 1972
- Selatosomus miyajimanus (Ôhira, 1971)
- Selatosomus montanus (Brown, 1935)
- Selatosomus morulus (LeConte, 1863)
- Selatosomus nanus Gurjeva, 1975
- Selatosomus onerosus (Lewis, 1894)
- Selatosomus pacatus (Lewis, 1894)
- Selatosomus pecirkanus Reitter, 1910
- Selatosomus persimilis Dolin, 1982
- Selatosomus pruininus (Horn, 1871)
- Selatosomus puberulus (Candèze, 1879)
- Selatosomus puerilis (Candèze, 1873)
- Selatosomus pulcher (LeConte, 1853)
- Selatosomus punctatissimus (Ménétriés, 1851)
- Selatosomus puncticollis Motschulsky, 1866
- Selatosomus punctipennis Reitter, 1910
- Selatosomus roborowskyi (Koenig, 1889)
- Selatosomus saginatus (Ménétriés, 1832)
- Selatosomus salebrosus (Gurjeva, 1989)
- Selatosomus sameki Mertlik, 2000
- Selatosomus semimetallicus (Walker, 1866)
- Selatosomus semivittatus (Say, 1823)
- Selatosomus sexguttatus (Brown, 1936)
- Selatosomus sexualis (Brown, 1935)
- Selatosomus songoricus (Kraatz, 1879)
- Selatosomus splendens (Ziegler, 1844)
- Selatosomus suckleyi (LeConte, 1857)
- Selatosomus tauricus Dolin, 1975
- Selatosomus theresae Tarnawski, 1995
- Selatosomus trivittatus (LeConte, 1853)
- Selatosomus turkestanicus Tarnawski, 1995
- Selatosomus victor Gurjeva, 1982
- Selatosomus whitii (Candèze, 1863)